# Bokujō Monogatari: Harvest Moon for Girl
Bokujō Monogatari: Harvest Moon for Girl (Japans: 牧場物語 ハーベストムーン for ガール) is een computerspel dat werd ontwikkeld en uitgegeven door Victor Interactive Software. Het spel kwam in 2000 uit in Japan voor de Sony PlayStation. Eind 2008 verscheen het in de PlayStation Store voor onder meer de PlayStation 3 en Sony's draagbare spelcomputers.

## Spel
Het spel maakt onderdeel uit van de computerspelserie Harvest Moon en is de opvolger van Harvest Moon: Back to Nature. Het spel werd alleen in Japan uitgegeven. Het speelveld wordt isometrisch weergegeven.
In het spel speelt de speler een jonge boerin genaamd Claire die aan boord van een luxe cruiseschip verblijft. Het schip vergaat en Claire spoelt aan op het strand van Mineral Town. De jonge man Zack en een onbekende jongen redden het leven van de boerin. Het doel van het spel is de onbekende jongen te vinden en met hem te trouwen. In het dorpje komen vijf jongens voor (Cliff, Kai, Rick, Gray en Doctor) die aan het profiel voldoen.

## Platforms
| Jaar | Platform           |
| ---- | ------------------ |
| 2000 | PlayStation        |
| 2008 | PSP, PlayStation 3 |
| 2012 | PS Vita            |